# 罗伯特·安德松 (水球运动员)
罗伯特·安德松（瑞典語：Robert Andersson，1886年10月18日—1972年3月2日），瑞典男子跳水、游泳、水球运动员。他曾代表瑞典参加1908年、1912年和1920年夏季奥林匹克运动会水球比赛，共获得一枚银牌和二枚铜牌。